# Вишнева міська територіальна громада
Вишнева міська територіальна громада — територіальна громада в Україні, в Бучанському районі Київської області. Адміністративний центр — місто Вишневе.
Утворена 12 червня 2020 року шляхом об'єднання Вишневої міської ради та Крюківщинської сільської ради Києво-Святошинського району.

## Населені пункти
У складі громади 2 населені пункти — місто Вишневе і село Крюківщина.

## Старостинський округ
- Крюківщинський